# 廿日市市スポーツセンター
廿日市市スポーツセンター（はつかいちしスポーツセンター）は、広島県廿日市市串戸にある複合スポーツ施設。愛称は「サンチェリー」。
株式会社グローバルリゾートとのネーミングライツ（命名権）契約により、2019年4月より施設名がグローバルリゾート総合スポーツセンターとなっている
。

## 沿革
- 1994年（平成6年）6月 - 開業[2]。
- 2009年（平成21年） - 持続未来株式会社が指定管理者となる[3]。
- 2014年（平成26年）4月 - ポラーノグループ廿日市[注釈 1]が指定管理者となる[4]。
- 2019年（平成31年）
  - 4月 - イズミテクノ・シンコースポーツ共同企業体が指定管理者となる[5]。
  - 4月 - ネーミングライツ契約により施設名がグローバルリゾート総合スポーツセンターとなる[1]。

## 設備
| 3階     | - 観覧席：768席（大体育室） - その他：ロビー・ランニングコース（1周200m）                |
| 2階     | - メインアリーナ - サブアリーナ - エントランスホール                                     |
| 1階     | - トレーニング室 - サウナ室 - 武道場 - 大会議室 - 小会議室 - 事務室 - エントランスホール |
| 地下1階 | - プール：25mプール（25m×6コース）                                                       |

## アクセス

### バス
- 廿日市さくらバス（廿日市市循環バス）
  - 原ルート・阿品ルート・宮内ルート
    - 「スポーツセンターバス停」下車徒歩1分
- 広島電鉄バス
  - 阿品台線・宮園四季が丘線「七尾中学校前」下車徒歩2分

### 鉄道
- JR山陽線「宮内串戸駅」徒歩10分
  - 「広島駅」から山陽線に乗車、「宮内串戸駅」下車 徒歩10分
- 広電宮島線「廿日市市役所前（平良）駅」徒歩10分
- 広電宮島線「宮内駅」徒歩10分

## 近隣の主なスポーツ施設
- 広島市佐伯区スポーツセンター
- 広島市西区スポーツセンター
- 大竹市総合体育館
- 広島県立総合体育館
- 湯来体育館